# Brasserie Prieur
Pour les articles homonymes, voir Prieur (homonymie).
La brasserie Prieur ou brasserie du Bois Vert est une ancienne brasserie alsacienne installée dans le quartier de Koenigshoffen à Strasbourg, dans le Bas-Rhin. Fondée en 1672, elle est fermée en 1983.

## Historique
La brasserie du Bois Vert est fondée par Jean-Christophe Grunewald en 1672 dans le quartier de la Petite France à Strasbourg. Elle est achetée par Daniel Schott en 1831.
En 1875, André Schott transfère la brasserie dans le quartier de Koenigshoffen.
La société Schott et Prieur est créée en 1892. Charles Prieur, à la tête de la société depuis 1890, achève la construction d'une nouvelle brasserie en 1904.
La brasserie Prieur est l'une des 24 brasseries en activité en Alsace en 1920.
La production atteint 100 000 hectolitres en 1928 puis 150 000 hectolitres en 1946. La brasserie Prieur qui était restée une entreprise familiale est vendue à la brasserie de Champigneulles en 1954 puis fusionne avec la Société des brasseries de la Meuse en 1958. Les 200 000 hectolitres sont atteints en 1964. En 1966, la brasserie rejoint la Société européenne de brasserie (S.E.B). Prieur rachète la brasserie voisine Freysz en 1967. Celle-ci est fermée trois ans plus tard en 1970. La production est de 310 000 hectolitres en 1973 et 477 000 hectolitres en 1979.
La brasserie Prieur est définitivement fermée en 1983.
Les bâtiments sont démolis en 1986.